# Fuori controllo (film 2010)
(Tag-line del film)
Fuori controllo (Edge of Darkness) è un film del 2010 di Martin Campbell, interpretato da Mel Gibson.
La pellicola si basa sull'omonima serie televisiva prodotta dalla BBC nel 1985, e diretta dallo stesso Campbell. La sceneggiatura è frutto della collaborazione fra il premio Oscar William Monahan (The Departed - Il bene e il male) e Andrew Bovell.

## Trama
Alla South Station, Boston, il detective della omicidi Thomas Craven va a prendere sua figlia Emma, che torna a casa per fargli visita e rigurgita mentre sale in macchina. Mentre Craven prepara la cena a casa, a Emma esce del sangue dal naso e rigurgita di nuovo. Thomas si rende conto che deve portare sua figlia in ospedale. Mentre escono dalla casa, un uomo armato mascherato urla il cognome di entrambi e ferisce mortalmente Emma con un colpo di fucile e fugge mentre Craven si occupa di sua figlia, che muore tra le sue braccia.
Nell'ufficio del medico legale, Craven prende una ciocca di capelli di Emma come ricordo, quindi torna in servizio per aiutare a scoprire chi voleva ucciderlo. Quando scopre che Emma aveva una pistola calibro 45 nel suo comodino, inizia a sospettare che Emma fosse l'obiettivo. Controlla la proprietà della pistola e scopre che appartiene al suo ragazzo, David. David vive nel timore della "Northmoor", l'azienda in cui lui ed Emma hanno lavorato. David non dirà altro ma Craven scopre casualmente che la ciocca dei capelli di Emma è radioattiva. Emma aveva scoperto che la "Northmoor", una struttura di ricerca e sviluppo sotto contratto con il governo degli Stati Uniti e guidata da Jack Bennett, stava fabbricando segretamente armi per operazioni black ops in false flag. In pratica le armi, per quanto prodotte da una società privata su mandato (illegale, nello scenario del film) degli Stati uniti, dovevano essere collegate a nazioni terze agli Stati Uniti, se utilizzate dagli stessi Stati Uniti o da paesi alleati agli Stati Uniti. Pertanto venivano realizzate in copia conforme alle armi in dotazione alle nazioni terze a cui dovevano essere attribuite in operazioni nere degli Stati Uniti (o di paesi alleati agli Stati Uniti) in falsa bandiera.
Bruciando i vestiti di Emma nel suo cortile, Craven estrae improvvisamente la sua arma e si gira per trovare Jedburgh, un "consulente" britannico, seduto casualmente nel suo cortile. Jedburgh aveva il compito di impedire la divulgazione delle informazioni che Emma aveva e di risolvere qualsiasi questione in sospeso, incluso suo padre. Jedburgh prende in simpatia Craven, lasciandolo a indagare. Craven ha ripetutamente visioni del passato di Emma, comprese brevi conversazioni, in genere come la bambina felice che ricorda e ama. Craven alla fine scopre tramite una degli amici attivisti di Emma, che viene quasi ucciso da un agente della "Northmoor", che Bennett ha ordinato l'omicidio di Emma, così come quelli degli altri attivisti con cui Emma stava lavorando per smascherare la "Northmoor".
Craven affronta il senatore statunitense Jim Pine che è stato contattato in precedenza da Emma, rivelando che Craven sa quasi tutto quello che è successo. Dopo aver esaminato il frigorifero di Emma con un contatore Geiger, Craven scopre che il suo latte è radioattivo. Il suo collega detective e amico, Bill, viene a casa di Craven mentre gli agenti della "Northmoor" irrompono in casa. Craven si rende conto che Bill lo ha incastrato prima che gli agenti lo rapissero con il taser, portandolo via in ambulanza. Si sveglia ammanettato a una barella nella struttura della "Northmoor" ma riesce a scappare.
La sua salute si sta deteriorando rapidamente a causa dell'avvelenamento da radiazioni, presumibilmente fattogli prima di essere rapito, Craven si dirige a casa di Bennett e uccide gli agenti della "Northmoor" dopo aver costretto uno di loro sotto la minaccia di una pistola a gridare "Craven", identificandolo infine come l'assassino di Emma. Bennett spara e ferisce Craven ma anche Craven ferisce Bennett e lo costrige con la forza a bere un po' del latte radioattivo. Bennett tenta di prendere alcune pillole per contrastare la radioattività, solo per Craven che dice a Bennett che si merita quello che gli sta succedendo e poi spara a Bennett a morte.
Jedburgh, che soffre di una malattia terminale non correlata, incontra il senatore e due consiglieri politici che avevano assunto Jedburgh per gestire Craven. Vogliono vedere l'incidente della "Northmoor" in una luce positiva. Jedburgh suggerisce che un tentativo di omicidio del senatore potrebbe essere un angolo per scacciare la morte di Bennett dai titoli dei giornali. Sono contenti di questa idea fino a quando Jedburgh non uccide improvvisamente sia i consiglieri che il senatore. Quando un giovane agente di polizia entra nervosamente nella stanza del senatore, Jedburgh chiede all'agente sotto tiro se ha figli. Quando l'ufficiale risponde di sì, Jedburgh abbassa la pistola, permettendo all'ufficiale di sparargli a morte.
Mentre Craven giace morente in ospedale per le ferite riportate e l'avvelenamento da radiazioni, una giovane reporter della stazione televisiva locale WFXT, che aveva parlato con Craven qualche notte prima, apre una sua lettera che contiene dei DVD registrati da Emma che rivelano la cospirazione, assicurandosi che questa fosse la fine della "Northmoor". Quando Craven muore, lo spirito di Emma lo conforta. Craven ed Emma vengono quindi mostrati mentre lasciano l'ospedale insieme, camminando lungo il corridoio e verso una luce bianca e brillante.

## Distribuzione
Il film è uscito nelle sale cinematografiche statunitensi il 29 gennaio 2010, mentre in quelle italiane è stato distribuito il 19 marzo dello stesso anno.

## Riconoscimenti
- 2010 – Premio AACTA
  - Candidatura alla miglior attrice internazionale a Bojana Novaković